# Champagne et Caviar
Albums de Jacques Higelin
No Man's Land
(1978) La Bande du Rex
(1980)
Singles
1. Champagne / Trois tonnes de T.N.T.
Sortie : 1979
2. Ci-git une star / Avec La Rage En D'dans
Sortie : 1979
3. Beau beau ou laid / Avec La Rage En D'dans
Sortie : 1980

Champagne pour tout le monde et Caviar pour les autres... constituent le septième album studio de Jacques Higelin, et sont parus séparément en 1979. Les deux disques ont été certifiés disque d'or pour plus de 100 000 exemplaires vendus en 1980. En 2007, ils ont été réédités ensemble sous le titre commun Champagne et Caviar.
Ils contiennent notamment les titres Champagne et Je ne peux plus dire je t'aime qui figurent parmi les plus connus du chanteur.

## Historique
Curieusement, lors de la sortie des albums vinyle, c'est Caviar pour les autres... qui est publié en premier, sans que l'on sache s'il s'agit d'une erreur de la maison de disques, ou de la volonté de l'artiste de brouiller les pistes, les deux albums pouvant être appréciés indépendamment, chacun étant conçu comme un album autonome, avec un début et une fin propres.
La pochette de Caviar pour les autres... est simple et légèrement plus petite que le format habituel tandis que la pochette de Champagne pour tout le monde s'articule en deux volets, l'un pour accueillir le disque, l'autre pour accueillir l'album Caviar avec sa propre pochette.
Il existe une version double album vinyle, assez rare.
Les deux albums sont ensuite réédités en deux CD en 1985. Remastérisé, l'ensemble est réédité en 2007, sous le titre Champagne et Caviar.

## Réception
Selon l'édition française du magazine Rolling Stone, cet album est le 35e meilleur album de rock français. En 1980, Champagne pour tout le monde et Caviar pour les autres... sont respectivement certifiés disque d'or en 1980 (pour 100 000 exemplaires vendus).

## Liste des pistes

### CD 1:Champagne pour tout le monde
Toutes les chansons sont écrites et composées par Jacques Higelin, sauf Hold tight (Lenny Kent, Gerry Brandon) et Captain Bloody Samouraï (Higelin, Micky Finn).
| No | Titre                                                                   | Durée      |
| -- | ----------------------------------------------------------------------- | ---------- |
| 1. | Champagne                                                               | 4 min 15 s |
| 2. | Cayenne c'est fini                                                      | 4 min 55 s |
| 3. | Tête en l'air                                                           | 3 min 37 s |
| 4. | Dans mon aéroplane blindé                                               | 4 min 43 s |
| 5. | Ah la la quelle vie qu'cette vie                                        | 4 min 03 s |
| 6. | L'Attentat à la pudeur (en trio avec Élisabeth Wiener et Serge Derrien) | 4 min 00 s |
| 7. | Hold tight (Sea food)                                                   | 2 min 02 s |
| 8. | Captain Bloody Samouraï                                                 | 3 min 47 s |
| 9. | Vague à l'âme                                                           | 4 min 33 s |

- La version vinyle comprenait les quatre premiers titres sur la face A et les cinq derniers sur la face B.
- Trouvant l'album un peu léger, le réalisateur a pris l'initiative d'ajouter Hold tight, titre non prévu par l'artiste[3]

### CD 2:Caviar pour les autres...
Toutes les chansons sont écrites et composées par Jacques Higelin, sauf mention contraire.
| No  | Titre                          | Auteur                            | Durée      |
| --- | ------------------------------ | --------------------------------- | ---------- |
| 1.  | Mama Nouvelle Orléans          | Higelin, Micky Finn               | 4 min 40 s |
| 2.  | Trois tonnes de T.N.T.         |                                   | 2 min 37 s |
| 3.  | Ci-git une star                | Higelin, Robbi Finkel             | 4 min 11 s |
| 4.  | Avec la rage en d'dans         |                                   | 3 min 17 s |
| 5.  | Je ne peux plus dire je t'aime |                                   | 4 min 31 s |
| 6.  | Beau, beau ou laid             |                                   | 3 min 35 s |
| 7.  | Entre deux gares               |                                   | 2 min 26 s |
| 8.  | Le Fil à la patte du caméléon  | Higelin, Laurent Thibault/Higelin | 4 min 31 s |
| 9.  | Rappelle-moi                   |                                   | 4 min 21 s |
| 10. | On a rainy sunday afternoon    |                                   | 4 min 38 s |

## Musiciens

### Champagne pour tout le monde
- Jacques Higelin : voix, piano, clavinets, mandoloncelle, shaker, sanza, accordéon, banjo, guitare, synthé.
- Bernard Paganotti : basse.
- Mickey Finn : guitares.
- Freddy Wall : guitares.
- Robbi Finkel : piano.
- Bruce Yaw : basse.
- Michael Suchorsky : batterie.
- Laurent Thibault : synthé, goutte d'eau.
- Ken Higelin : Petit Prince.
- Dominique Bouvier : batterie et percussions.
- Richard Raux : cuivres.
- Les Frères Guillard : cuivres.
- Serge Derrien : mandoline, voix bel canto.
- Élisabeth Wiener : voix.
- Geneviève McLaughlin : alto.
- Anny Flamer : violon.
- Oiseaux du château d'Hérouville : gazouillis de fond…

### Caviar pour les autres...
- Jacques Higelin : voix, guitare, piano, orgue, claviers
- Élisabeth Wiener : chœurs
- Micky Finn : guitare
- Freddie Wall : guitare
- Robbi Finkel : piano, claviers
- Earl Tubington : sax
- Bruce Yaw : basse
- Michael Suchorsky : batterie
- Bernard Paganotti : basse
- Dominique Bouvier : batterie, percussion
- Bruits divers : Concorde, crapaud du château d'Hérouville et Omer le mainate

## Fiche technique
- Production: Jacques Higelin.
- Éditions : Ken Editions.
- Enregistrement : Studio Le château d'Hérouville, ou Studio In The Country, Bogalusa, Louisiane, États-Unis
- Enregistrement, mixage et réalisation : Laurent Thibault (à Hérouville)
- Gravure : Christian Orsini (à Hérouville)
- Ingénieur du son : David Farell (Louisiane)
- Réalisation : Étienne Dolet [pseudonyme de Pierre Lattès) (Louisiane)
- Pochette : photographies de Bernard Prim ; concept et design de Jean-Félix Galletti
- Distribution : EMI, Pathé Marconi
- Année de parution : 1979